# Tubifex
Tubifex is een geslacht van borstelwormen waarvan de soorten bekend zijn als de (beek)slingerwormen. Ze komen over de hele wereld voor en leven op de bodem van zoete wateren zoals rivieren en meren. De bekendste soort is Tubifex tubifex. De verschillende soorten zijn moeilijk van elkaar te onderscheiden omdat na de paring het geslachtsorgaan verdwijnt, en omdat de uiterlijke verschijningsvorm ook afhangt van de saliniteit.

## Leefwijze
Slingerwormen leven gewoonlijk in de modder, in met slijm beklede gangetjes. Bij gevaar trekken ze zich helemaal in deze gangen terug, normaal steekt een deel van de worm eruit en maakt een slingerende beweging om zich zuurstofrijker water "toe te wuiven". Doordat ze hemoglobine (rode bloedkleurstof) bezitten, kunnen ze ook in zuurstofarme omstandigheden leven. Zelfs korte periodes, tot 2 dagen, van zuurstofloosheid kunnen ze overleven doordat de stofwisseling dan omschakelt op glycolyse, de splitsing van suiker in melkzuur waarbij energie vrijkomt maar geen zuurstof benodigd is. De worm leeft van zwevend organisch materiaal.

## Kweek
Het diertje, dat goed te kweken is, wordt vooral als voer in onder andere aquaria en terraria gebruikt. Voor dat doeleinde wordt hij vaak gedroogd of ingevroren verhandeld, zodat de bij de wormpjes bekende bacteriën (Myxobolus cerebralis en M. cotti) de leefomgeving niet besmetten.

## Soorten
- Tubifex acuticularis Martínez-Ansemil & Giani, 1983
- Tubifex bergi Hrabĕ, 1935
- Tubifex blanchardi Vejdovsky, 1891
- Tubifex conicus He, Cui & Wang, 2012
- Tubifex fissidens Holmquist, 1983
- Tubifex gracilentus Peng, Wang & Cui, 2017
- Tubifex laxus Peng, Wang & Cui, 2017
- Tubifex minor Sokolskaya, 1961
- Tubifex natalensis Brinkhurst, 1966
- Tubifex nerthus Michaelsen, 1908
- Tubifex newaensis (Michaelsen, 1903)
- Tubifex pescei (Dumnicka, 1980)
- Tubifex smirnowi Lastočkin, 1927
- Tubifex tubifex (Müller, 1774)

### Taxon inquirendum
- Tubifex diaphanus Tauber, 1879
- Tubifex filiformis Bretscher, 1900
- Tubifex filum Michaelsen, 1901
- Tubifex globulatus Friend, 1912
- Tubifex kryptus Bülow, 1955
- Tubifex montanus Kowalewski, 1918
- Tubifex pomoricus Timm, 1978
- Tubifex serpentinus Ørsted, 1884
- Tubifex solitarius (Semernoy, 1972)

### Synoniemen
- Tubifex acapillatus Finogenova, 1972 => Tasserkidrilus acapillatus Finogenova, 1972
- Tubifex albicola (Michaelsen, 1901) => Psammoryctides albicola (Michaelsen, 1901)
- Tubifex alpinus Bretscher, 1900 => Tubifex tubifex tubifex (Müller, 1774)
- Tubifex amurensis Sokolskaya & Hrabĕ, 1969 => Haber amurensis (Sokolskaya & Hrabĕ, 1969)
- Tubifex barbatus (Grube, 1860) => Psammoryctides barbatus (Grube, 1860)
- Tubifex bavaricus Oschmann, 1913 => Potamothrix bavaricus (Oschmann, 1913)
- Tubifex bazikalovae Čekanovskaja, 1975 => Lamadrilus bazikalovae (Čekanovskaja, 1975)
- Tubifex bedoti (Piguet, 1913) => Potamothrix bedoti (Piguet, 1913)
- Tubifex benedeni d'Udekem, 1855 => Tubificoides benedii (d'Udekem, 1855)
- Tubifex benedii d'Udekem, 1855 => Tubificoides benedii (d'Udekem, 1855)
- Tubifex bonneti Claparède, 1862 => Tubifex tubifex tubifex (Müller, 1774)
- Tubifex bonnetti Claparède, 1862 => Tubifex tubifex tubifex (Müller, 1774)
- Tubifex cameranoi de Visart, 1901 => Potamothrix hammoniensis (Michaelsen, 1901)
- Tubifex campanulatus Eisen, 1879 => Tubifex tubifex tubifex (Müller, 1774)
- Tubifex chacoensis (Stephenson, 1931) => Amerigodrilus chacoensis (Stephenson, 1931)
- Tubifex coccineus Vejdovský, 1876 => Rhyacodrilus coccineus (Vejdovský, 1876)
- Tubifex costatus (Claparède, 1863) => Baltidrilus costatus (Claparède, 1863)
- Tubifex crassiseptus Semernoy, 1982 => Lamadrilus excavatus (Hrabĕ, 1982)
- Tubifex davidis Benham, 1907 => Antipodrilus davidis (Benham, 1907)
- Tubifex deserticola Grimm, 1876 => Psammoryctides deserticola (Grimm, 1876)
- Tubifex dojranensis Hrabĕ, 1958 => Haber dojranensis (Hrabĕ, 1958)
- Tubifex excavatus (Hrabĕ, 1982) => Lamadrilus excavatus (Hrabĕ, 1982)
- Tubifex ferox (Eisen, 1879) => Spirosperma ferox Eisen, 1879
- Tubifex filiformis Dugès, 1828 => Tubifex tubifex tubifex (Müller, 1774)
- Tubifex flabellisetosus Hrabĕ, 1966 => Sketodrilus flabellisetosus (Hrabĕ, 1966)
- Tubifex fontaneus Pointner, 1914 => Tubifex tubifex tubifex (Müller, 1774)
- Tubifex hamatus Moore, 1905 => Isochaetides hamatus (Moore, 1905)
- Tubifex hammoniensis (Michaelsen, 1901) => Potamothrix hammoniensis (Michaelsen, 1901)
- Tubifex harmani Loden, 1979 => Varichaetadrilus harmani (Loden, 1979)
- Tubifex hattai Nomura, 1926 => Tubifex tubifex tubifex (Müller, 1774)
- Tubifex heuscheri Bretscher, 1900 => Potamothrix heuscheri (Bretscher, 1900)
- Tubifex hoffmeisteri Claparède, 1862 => Limnodrilus hoffmeisteri Claparède, 1862
- Tubifex hrabei Sokolskaya, 1973 => Tasserkidrilus hrabei (Sokolskaya, 1973)
- Tubifex hubsugulensis Semernoy, 1980 => Haber hubsugulensis (Semernoy, 1980)
- Tubifex hyalinus d'Udekem, 1855 => Clitellio (Clitellio) arenarius (Müller, 1776)
- Tubifex ignota (Štolc, 1886) => Lophochaeta ignota Štolc, 1886
- Tubifex ignotus (Štolc, 1886) => Lophochaeta ignota Štolc, 1886
- Tubifex insignis (Eisen, 1879) => Psammoryctides albicola (Michaelsen, 1901)
- Tubifex insularis Stephenson, 1923 => Tubificoides insularis (Stephenson, 1923)
- Tubifex irroratus (Verrill, 1873) => Monopylephorus irroratus (Verrill, 1873)
- Tubifex kessleri Hrabĕ, 1962 => Tasserkidrilus kessleri (Hrabe, 1962)
- Tubifex lacustris Černosvitov, 1939 => Isochaetides lacustris (Černosvitov, 1939)
- Tubifex lastockini Sokolskaya, 1964 => Ilyodrilus templetoni (Southern, 1909)
- Tubifex lineatus (Müller, 1774) => Lumbricillus lineatus (Müller, 1774)
- Tubifex litoralis Erséus, 1976 => Christerius litoralis (Erséus, 1976)
- Tubifex longipenis Brinkhurst, 1965 => Tubificoides longipenis (Brinkhurst, 1965)
- Tubifex longipennis Brinkhurst, 1965 => Tubificoides longipenis (Brinkhurst, 1965)
- Tubifex lunzensis Pointner, 1914 => Rhyacodrilus coccineus (Vejdovský, 1876)
- Tubifex marinus Ditlevsen, 1904 => Peloscolex marinus (Ditlevsen, 1904)
- Tubifex maritimus Hrabĕ, 1973 => Tubificoides maritimus (Hrabĕ, 1973)
- Tubifex minutus Čekanovskaja, 1975 => Burchanidrilus minutus (Čekanovskaja, 1975)
- Tubifex mirandus Snimschikova, 1982 => Tasserkidrilus mirandus (Snimschikova, 1982)
- Tubifex moldaviensis (Vejdovský & Mrázek, 1903) => Potamothrix moldaviensis Vejdovský & Mrázek, 1903
- Tubifex monfalconensis Hrabĕ, 1966 => Haber monfalconensis (Hrabĕ, 1966)
- Tubifex moravicus Hrabĕ, 1934 => Psammoryctides moravicus (Hrabĕ, 1934)
- Tubifex multisetosus (Smith, 1900) => Quistadrilus multisetosus (Smith, 1900)
- Tubifex necopinatus Snimschikova, 1985 => Burchanidrilus minutus (Čekanovskaja, 1975)
- Tubifex newfei Pickavance & Cook, 1971 => Tubifex nerthus Michaelsen, 1908
- Tubifex nomurai Yamamoto & Okada, 1940 => Embolocephalus nomurai (Yamamoto & Okada, 1940)
- Tubifex ochridanus Hrabĕ, 1931 => Psammoryctides ochridanus (Hrabĕ, 1931)
- Tubifex oligosetosus Hrabĕ, 1931 => Psammoryctides deserticola deserticola (Grimm, 1876)
- Tubifex papillosus Claparède, 1863 => Hemitubifex benedii (d'Udekem, 1855) => Tubificoides benedii (d'Udekem, 1855)
- Tubifex penicraspedifer Semernoy, 1982 => Tasserkidrilus penicraspedifer (Semernoy, 1982)
- Tubifex plicatus (Randolph, 1892) => Spirosperma ferox Eisen, 1879
- Tubifex postcapillatus Cook, 1974 => Tubificoides postcapillatus (Cook, 1974)
- Tubifex profundicola Verrill, 1871 => Limnodrilus profundicola (Verrill, 1871)
- Tubifex pseudogaster (Dahl, 1960) => Tubificoides pseudogaster (Dahl, 1960)
- Tubifex rivulorum Lamarck, 1816 => Tubifex tubifex tubifex (Müller, 1774)
- Tubifex sabellaris (Müller, 1788) => Lumbricus sabellaris Müller, 1788
- Tubifex sarnensis Pierantoni, 1904 => Embolocephalus velutinus (Grube, 1879)
- Tubifex sinicus Chen, 1940 => Rhyacodrilus sinicus (Chen, 1940)
- Tubifex speciosus Hrabĕ, 1931 => Haber speciosus (Hrabĕ, 1931)
- Tubifex superiorensis (Brinkhurst & Cook, 1966) => Tasserkidrilus superiorensis (Brinkhurst & Cook, 1966)
- Tubifex swirenkoi (Lastočkin, 1937) => Haber swirenkoi (Lastočkin, 1937)
- Tubifex taediosus Čekanovskaja, 1975 => Tasserkidrilus taediosus (Čekanovskaja, 1975)
- Tubifex templetoni Southern, 1909 => Ilyodrilus templetoni (Southern, 1909)
- Tubifex thompsoni Southern, 1909 => Baltidrilus costatus (Claparède, 1863)
- Tubifex umbellifer (Kessler, 1868) => Psammoryctides barbatus (Grube, 1860)
- Tubifex velutinus (Grube, 1879) => Embolocephalus velutinus (Grube, 1879)

### Onzekere soorten
- Tubifex camerani Visart, 1901
- Tubifex contrarius Giard, 1893
- Tubifex elongatus d'Udekem, 1855
- Tubifex filiforme Dugès, 1837
- Tubifex gentilinus Dugès, 1837
- Tubifex inflatus Michaelsen, 1903
- Tubifex intermedius Semernoy, 1973
- Tubifex longiseta Bretscher, 1905
- Tubifex pallidus Dugès, 1837
- Tubifex uncinarius Dugès, 1837